# Niederhausen (Waldbröl)
Niederhausen ist eine Ortschaft in der Stadt Waldbröl im Oberbergischen Kreis im südlichen Nordrhein-Westfalen (Deutschland) innerhalb des Regierungsbezirks Köln.

## Lage und Beschreibung
Der Ort liegt ca. 4,2 km südwestlich vom Stadtzentrum entfernt.

## Geschichte

### Erstnennung
1533  wurde der Ort das erste Mal urkundlich erwähnt und zwar "Hannes vanne Nederhuyssen wird in einer Wechselurkunde Berg – Sayn genannt."
Schreibweise der Erstnennung: Nederhuyssen

## Freizeit

### Wander- und Radwege
Der Wanderweg A3 führt durch Niederhausen, von Ziegenhardt kommend.

## Bus- und Bahnverbindungen

### Linienbus
Haltestelle: Niederhausen
- 530 Hennef Bf, Altennümbrecht-Berkenroth